# بوكاري درامي
بوكاري درامي (بالفرنسية: Boukary Dramé)‏ (مواليد 22 يوليو 1985 في فيلبينتي - فرنسا) لاعب كرة قدم سنغالي يلعب حاليا لصالح نادي الدرجة الأولى سوشو الفرنسي منذ 2007 في مركز الظهير الأيسر .

## مسيرته الكروية
لعب بوكاري درامي خلال مسيرته الاحترافية مع 7 أندية في ثمانية عشر موسمًا وسجل خلالها 7 أهداف ضمن 272 مباراة. حيث فاز في موسم واحد بالكأس ولم يفز بأي دوري.
خاض بوكاري درامي مسيرته مع نادي أكاديمية باريس سان جيرمان في موسم 2002–03 ليلعب معه أربعة مواسم، مشاركًا في 53 مباراة سجل خلالها 3 أهداف. ثم انتقل إلى نادي باريس سان جيرمان في موسم 2005–06 ولمدة موسمين، حيث شارك في 24 مباراة ولم يسجل أي هدف. لينتقل بعدها إلى نادي سوشو في موسم 2007–08 في المرة الأولى لمدة موسم واحد ثم في موسم 2009–10 ولمدة موسمين، مشاركًا طوالها في 59 مباراة سجل خلالها هدفين. ثم انتقل إلى نادي ريال سوسيداد في موسم 2008–09 لمدة موسم واحد، مشاركًا في مباراة ولم يسجل أي هدف. هذا وانتقل لاحقًا إلى نادي كييفو فيرونا في موسم 2011–12 واستمر معه طيلة ثلاثة مواسم، مشاركًا في 66 مباراة سجل خلالها هدفين. ثم انتقل بعدها إلى نادي أتالانتا في موسم 2014–15 ليلعب معه أربعة مواسم، مشاركًا في 64 مباراة ولم يسجل أي هدف. ليعود وينتقل من جديد، لكن هذه المرة إلى نادي سبال في موسم 2017–18 لمدة موسم واحد، مشاركًا في 5 مباريات ولم يسجل أي هدف أيضًا.

## روابط خارجية
- بوكاري درامي على موقع رابطة كرة القدم الفرنسية للمحترفين (الإنجليزية)
- بوكاري درامي على موقع قاعدة بيانات كرة القدم.إي يو (الإنجليزية)
- بوكاري درامي على موقع ناشيونال فوتبول تيمز (الإنجليزية)
- بوكاري درامي على موقع Soccerway.com (الإنجليزية)
- بوكاري درامي على موقع عالم كرة القدم.نت (الإنجليزية)
- بوكاري درامي على موقع AS.com (الإسبانية)